# Carlos Adriano de Sousa Cruz
Carlos Adriano de Sousa Cruz, beter bekend als Adriano of Adriano Michael Jackson (Valença, 28 september 1987) is een Braziliaans voetballer. Zijn bijnaam komt van Michael Jackson, Adriano imiteerde zijn dansjes als hij een doelpunt vierde toen hij voor America speelde.
Van 2014 tot 2020 speelde hij in Aziatische competities waarbij hij in de Asian Football Confederation Champions League voor drie achtereenvolgende weken werd gekozen tot 'Speler van de week', terwijl hij in de K-League werd gekozen tot 'meest waardevolle speler'.
Na zijn periode in Azië keerde hij terug naar Brazilië, waar hij sindsdien speelt voor clubs uit de lagere reeksen.
In een interview met een Koreaanse krant noemde Adriano voormalig Braziliaans voetballer Romário als zijn grote voorbeeld en als inspirator achter zijn streven om een voetballer te worden. De twee mannen leerden elkaar kennen bij America Football Club waar Romário directeur was.